# Defensor Sporting Club
Il Defensor Sporting Club è una società polisportiva uruguaiana con sede nella città di Montevideo.
Attualmente la polisportiva è attiva nel calcio, con una squadra che milita nella Primera División Profesional de Uruguay, la massima serie del campionato uruguaiano, e nella pallacanestro.

## Storia
Fondato il 15 marzo 1913 come Club Atlético Defensor, nel 1989 si fuse con lo Sporting Club Uruguay, prendendo l'attuale nome.

## Calcio
Nella sua storia, ha vinto il titolo nazionale per quattro volte: nel 1976 e nel 1987, come Defensor, nonché nel 1991 e nel 2007-2008 come Defensor Sporting.
Il Defensor Sporting ha inoltre vinto ben 8 edizioni della Liguilla Pre-Libertadores de América, rappresentando diverse volte l'Uruguay nella Coppa Libertadores: il miglior risultato qui conseguito sono stati i quarti di finale, conquistati nell'edizione 2008. Il 21 maggio 2009 ha eguagliato il risultato approdando ai quarti di finale estromettendo dalla competizione il quotato Boca Juniors espugnando la Bombonera con un gol di Diego de Souza al 27º minuto del primo tempo dopo il pareggio per 2 a 2 ottenuto tra le mura amiche.

### Colori e simbolo
| Manica sinistra · Maglietta · Maglietta · Manica destra · Pantaloncini · Calzettoni | Manica sinistra · Maglietta · Manica destra · Pantaloncini · Calzettoni | Manica sinistra · Maglietta · Manica destra · Pantaloncini · Calzettoni | Manica sinistra · Maglietta · Maglietta · Manica destra · Pantaloncini · Calzettoni | Manica sinistra · Maglietta · Manica destra · Pantaloncini · Calzettoni | Manica sinistra · Maglietta · Maglietta · Manica destra · Pantaloncini · Calzettoni |

### Rosa 2022
Aggiornata all'8 maggio 2022.
| N. |                      | Ruolo | Calciatore            |
| -- | -------------------- | ----- | --------------------- |
| 1  | Uruguay (bandiera)   | P     | Nicolás Rossi         |
| 2  | Uruguay (bandiera)   | D     | Gian Franco Allala    |
| 3  | Uruguay (bandiera)   | D     | Lucas Rodríguez       |
| 4  | Uruguay (bandiera)   | D     | Matías Rocha          |
| 7  | Uruguay (bandiera)   | C     | Tabaré Viudez         |
| 8  | Argentina (bandiera) | C     | Fernando Elizari      |
| 9  | Uruguay (bandiera)   | A     | Andrés Ferrari        |
| 10 | Uruguay (bandiera)   | A     | Kevin Méndez          |
| 11 | Uruguay (bandiera)   | C     | Luciano Boggio        |
| 13 | Uruguay (bandiera)   | P     | Matias Dufour         |
| 14 | Uruguay (bandiera)   | A     | Maximiliano Juambeltz |
| 15 | Uruguay (bandiera)   | C     | Martín Correa         |
| 16 | Uruguay (bandiera)   | C     | Nicolás Wunsch        |
| 17 | Uruguay (bandiera)   | D     | Agustín Sant'Anna     |

| N. |                    | Ruolo | Calciatore          |
| -- | ------------------ | ----- | ------------------- |
| 18 | Uruguay (bandiera) | A     | Adrián Balboa       |
| 19 | Uruguay (bandiera) | A     | Matías Abaldo       |
| 20 | Uruguay (bandiera) | A     | Álvaro Navarro      |
| 21 | Uruguay (bandiera) | C     | Joaquín Valiente    |
| 22 | Uruguay (bandiera) | D     | Renzo Rabino        |
| 23 | Uruguay (bandiera) | C     | Gonzalo Andrada     |
| 24 | Uruguay (bandiera) | C     | Lucas de los Santos |
| 26 | Uruguay (bandiera) | D     | Facundo Mallo       |
| 27 | Uruguay (bandiera) | A     | Facundo Labandeira  |
| 28 | Uruguay (bandiera) | D     | Emiliano Álvarez    |
| 29 | Uruguay (bandiera) | C     | Francisco Barrios   |
| 30 | Uruguay (bandiera) | C     | Facundo Bernal      |
| 33 | Uruguay (bandiera) | D     | Gonzalo Camargo     |
| 39 | Uruguay (bandiera) | A     | Adrián Balboa       |
|    | Uruguay (bandiera) | A     | Diego Abreu         |

### Rosa 2015-2016
| N. |                    | Ruolo | Calciatore              |
| -- | ------------------ | ----- | ----------------------- |
| 1  | Uruguay (bandiera) | P     | Yonatan Irrazábal       |
| 2  | Uruguay (bandiera) | D     | Guillermo de los Santos |
| 4  | Uruguay (bandiera) | D     | Sebastián Ariosa        |
| 6  | Uruguay (bandiera) | D     | Emilio Zeballos         |
| 7  | Uruguay (bandiera) | C     | Leonardo Pais           |
| 9  | Uruguay (bandiera) | A     | Santiago Charamoni      |
| 11 | Uruguay (bandiera) | C     | Nicolás Olivera         |
| 14 | Uruguay (bandiera) | A     | Jhon Pírez              |
| 15 | Uruguay (bandiera) | C     | Diego Viera             |
| 16 | Uruguay (bandiera) | C     | Felipe Rodríguez        |
| 17 | Uruguay (bandiera) | P     | Gastón Rodríguez        |
| 18 | Uruguay (bandiera) | C     | Facundo Castro          |
| 21 | Uruguay (bandiera) | A     | Santiago Barboza        |
| 22 | Uruguay (bandiera) | D     | Mathías Suárez          |

| N. |                     | Ruolo | Calciatore          |
| -- | ------------------- | ----- | ------------------- |
| 23 | Uruguay (bandiera)  | D     | Lucas Morales       |
| 25 | Uruguay (bandiera)  | C     | Martín Rabuñal      |
| 26 | Uruguay (bandiera)  | A     | Héctor Acuña        |
| 27 | Uruguay (bandiera)  | A     | Robert Ergas        |
| 28 | Uruguay (bandiera)  | D     | Guillermo Fratta    |
| 29 | Uruguay (bandiera)  | C     | Facundo Ospitaleche |
| 30 | Uruguay (bandiera)  | A     | Maximiliano Gómez   |
|    | Paraguay (bandiera) | D     | Ricardo Martínez    |
|    | Colombia (bandiera) | D     | Breyner Bonilla     |
|    | Uruguay (bandiera)  | C     | Miguel Amado        |
|    | Paraguay (bandiera) | C     | Esteban Ramírez     |
|    | Uruguay (bandiera)  | C     | Matías Zunino       |
|    | Uruguay (bandiera)  | D     | Enrique Etcheverry  |
|    | Uruguay (bandiera)  | A     | Gonzalo Carneiro    |
|    | Uruguay (bandiera)  | C     | Mathías Cardacio    |
|    | Uruguay (bandiera)  | C     | Carlos Benavídez    |

### Rosa 2013-2014
| N. |                    | Ruolo | Calciatore             |
| -- | ------------------ | ----- | ---------------------- |
| 1  | Uruguay (bandiera) | P     | Yonatan Irrazábal      |
| 2  | Uruguay (bandiera) | D     | Ramón Arias            |
| 3  | Uruguay (bandiera) | D     | Gastón Silva           |
| 5  | Uruguay (bandiera) | C     | Andrés Fleurquín       |
| 6  | Uruguay (bandiera) | D     | Emilio Zeballos        |
| 7  | Uruguay (bandiera) | C     | Juan Carlos Amado      |
| 9  | Uruguay (bandiera) | A     | Matías Alonso          |
| 10 | Uruguay (bandiera) | C     | Giorgian De Arrascaeta |
| 11 | Uruguay (bandiera) | C     | Nicolás Olivera        |
| 12 | Uruguay (bandiera) | P     | Martín Campaña         |
| 13 | Uruguay (bandiera) | C     | Adrián Luna            |
| 14 | Uruguay (bandiera) | C     | Federico Gino          |
| 15 | Uruguay (bandiera) | C     | Leonardo Pais          |
| 16 | Uruguay (bandiera) | A     | Ignacio Risso          |
| 17 | Uruguay (bandiera) | P     | Gastón Rodríguez       |
| 18 | Uruguay (bandiera) | C     | Mauro Arambarri        |
| 19 | Brasile (bandiera) | C     | Felipe Gedoz           |
| 21 | Uruguay (bandiera) | D     | Matías Malvino         |
| 22 | Uruguay (bandiera) | D     | Robert Herrera         |

| N. |                    | Ruolo | Calciatore               |
| -- | ------------------ | ----- | ------------------------ |
| 23 | Uruguay (bandiera) | D     | Lucas Morales            |
| 24 | Uruguay (bandiera) | A     | Matías Jones             |
| 25 | Uruguay (bandiera) | A     | Santiago Charamoni       |
|    | Uruguay (bandiera) | D     | Nicolás Correa           |
|    | Uruguay (bandiera) | D     | Pablo Pintos             |
|    | Uruguay (bandiera) | C     | Mathías Cardacio         |
|    | Uruguay (bandiera) | C     | Brian De Souza           |
|    | Uruguay (bandiera) | C     | Bruno Foliados           |
|    | Uruguay (bandiera) | C     | Federico Pintos          |
|    | Uruguay (bandiera) | C     | Diego Rodríguez          |
|    | Uruguay (bandiera) | A     | Mario Regueiro           |
|    | Uruguay (bandiera) | A     | Gabriel Matías Fernández |
|    | Uruguay (bandiera) | A     | Joaquín Boghossian       |
|    | Uruguay (bandiera) | A     | Rúben Bentancourt        |
|    | Uruguay (bandiera) | C     | Facundo Castro           |
|    | Uruguay (bandiera) | D     | José Etcheverry          |
|    | Uruguay (bandiera) | D     | Mauricio Lemos           |
|    | Uruguay (bandiera) | D     | Mathías Suárez           |

### Giocatori
- Damián Luna

### Vincitori di titoli
Campioni del Sudamerica
- Martín Silva (Argentina 2011)

Calciatori campioni olimpici di calcio
- Alfredo Ghierra (Parigi 1924)

## Palmarès

### Competizioni nazionali
- Campionato uruguaiano: 4

1976, 1987, 1991, 2007-2008
- Copa Uruguay: 3

2022, 2023, 2024
- Copa Artigas (Liguilla Pre-Libertadores de América): 8

1976, 1979, 1981, 1989, 1991, 1995, 2000, 2005-2006
- Segunda División Uruguaya: 2

1950, 1956

### Altri piazzamenti
- Campionato uruguaiano:

Secondo posto: 1993, Apertura 1996, Apertura 1999, Clausura 2000, 2005, Clausura 2006, Clausura 2011, Apertura 2012, Intermedio 2017, Clausura 2017
- Supercopa Uruguaya:

Finalista: 2024